# Кшивисток
Кшивисток (пол. Krzywystok) — село в Польщі, у гміні Комарув-Осада Замойського повіту Люблінського воєводства. Населення — 192 особи (2011).

## Історія
За даними етнографічної експедиції 1869—1870 років під керівництвом Павла Чубинського, у селі здебільшого проживали римо-католики, меншою мірою — греко-католики, які розмовляли польською мовою.
У 1975—1998 роках село належало до Замойського воєводства.

## Демографія
Демографічна структура станом на 31 березня 2011 року:
|          | Загалом | Допрацездатний вік | Працездатний вік | Постпрацездатний вік |
| -------- | ------- | ------------------ | ---------------- | -------------------- |
| Чоловіки | 89      | 20                 | 62               | 7                    |
| Жінки    | 103     | 21                 | 62               | 20                   |
| Разом    | 192     | 41                 | 124              | 27                   |